# Leyland Olympian
Der Leyland Olympian war ein 1979 bis 1993 von Leyland Motors produzierter Doppeldeckerbus. Er war aus dem Leyland Titan (B15) weiterentwickelt worden und löste die Herstellung des Bristol VRT und des Daimler/Leyland Fleetline ab. Nach der Produktionseinstellung des Leyland Atlantean 1986 war der Olympian der einzige Doppeldeckerbus von Leyland. Sein Nachfolger wurde 1992 der Volvo Olympian, denn Volvo hatte inzwischen die Bussparte von Leyland übernommen.

## Konstruktion

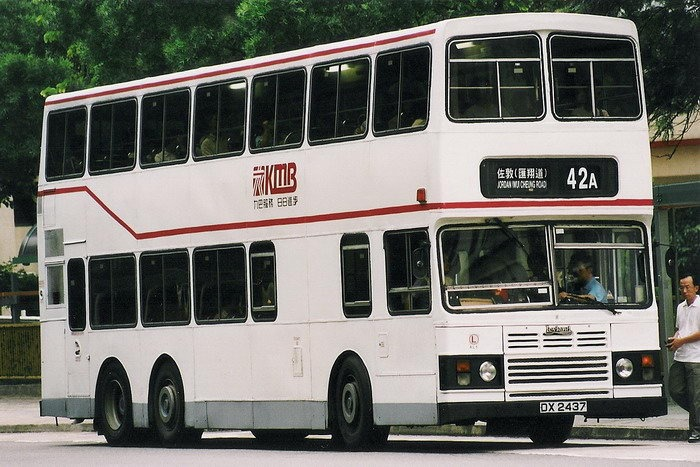
Der weltweit erste erfolgreiche vollklimatisierte Doppeldeckbus Leyland Olympian, hier im Einsatz in Hongkong bei KMB

Der Olympian war das Ergebnis eines weiter entwickelten Leyland Titan (B15). Der Titan (B15) war ein integraler Doppeldeckerbus, der in großen Stückzahlen für London Transport (LTE) gebaut wurde. Der Erfolg des Titan (B15) bei London Transport, der dort den Fleetline ablöste, veranlasste Leyland zum B45-Projekt, dessen Ergebnis man bei Beginn der Serienproduktion 1979 Leyland Olympian benannte. Der Olympian stammte, ebenso wie der Titan (B15), in vielerlei Hinsicht vom Bristol VRT ab. Bristol Commercial Vehicles wurde 1965 mit Leyland Motors fusioniert, der Olympian wurde zunächst auch in den ehemaligen Bristol-Fabrikanlagen hergestellt.
Für den europäischen Markt gab es den Olympian mit zwei Achsen in zwei verschiedenen Längen von 9,56 und 10,25 Metern. Zunächst hatte er als den Dieselmotor den Leyland TL11 mit 11,1 Liter Hubraum als Antriebsquelle quer im Heck stehend, als Reaktion auf das erfolgreiche Konkurrenzmodell MCW Metrobus mit seiner starken Motorisierung auch optional den Gardner 6LXB oder 6LXCT. Später war auch ein 10-Liter-Cummins-Dieselmotor verfügbar.
Speziell für den Exportmarkt (Asien) gab es eine Dreiachser-Version mit Längen von 10,4 m, 11,32 m und 11,95 m. Diese wurde u. a. in großen Stückzahlen von Kowloon Motor Bus (KMB) aus Hongkong gekauft. Ab 1988 wurde die im Exportmarkt verwendete Klimaanlage des Olympian vom Fahrzeugmotor angetrieben, der bislang zusätzlich notwendige Motor entfiel.

## Karosserieaufbauten
Den Leyland Olympian gab es mit unterschiedlichen Aufbauten verschiedener Karosseriebauunternehmen.
- ECW (ECW)
- Walter Alexander Coachbuilders
- Northern Counties Motor und Engineering Company
- East Lancashire Coachbuilders
- Charles H. Roe
- Leyland Bus
- Marshall Bus

### London
Obwohl London Transport Leyland Titans kauft, haben London Buses auch Leyland Olympians gekauft, von denen 263 ECW gebaut sind. Alle Leyland Olympians wurden 2005 zurückgezogen, einige wurden zu Open-Top für den Einsatz in Blackpool Transport umgewandelt. London Transport hatte 40 Leyland Olympians gekauft, aber sie wurden 2005 zurückgezogen und an The Original Tour, Arriva Tochtergesellschaft, verkauft.

### Vereinigtes Königreich

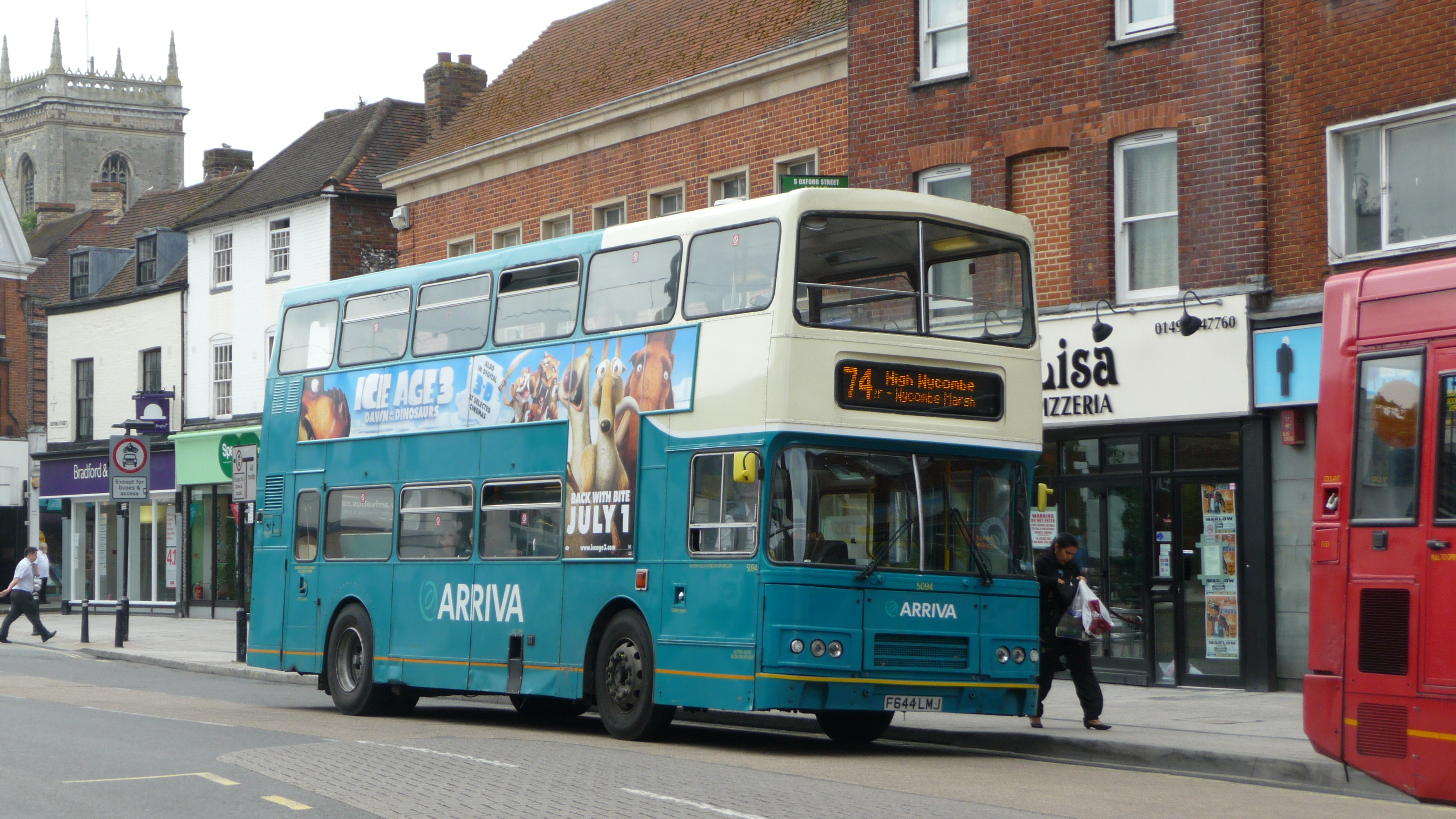
Leyland Olympian von 1988 mit Alexander-Aufbau

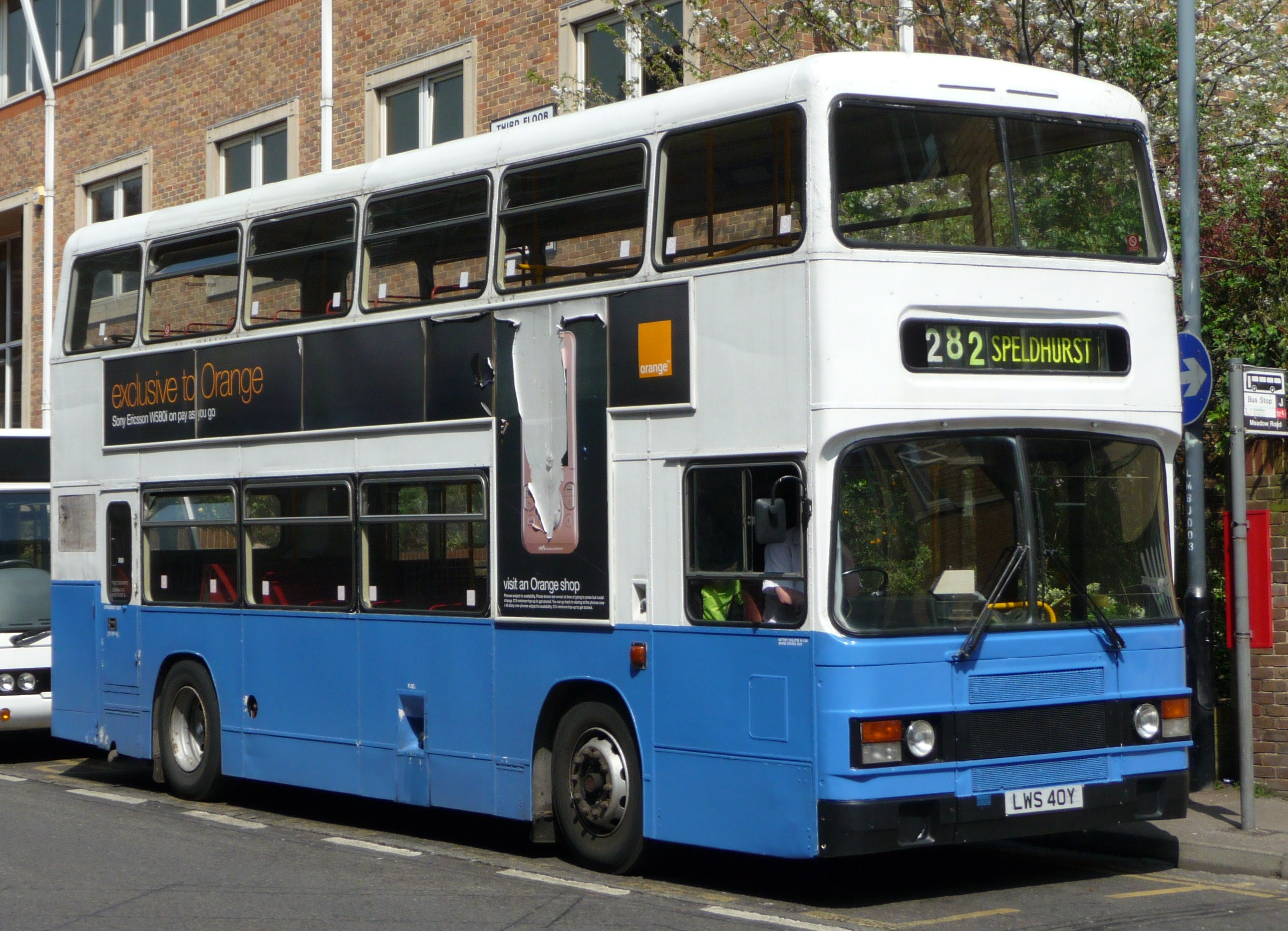
Ein Olympian der Bristol Bus Company mit Aufbau von Charles H. Roe

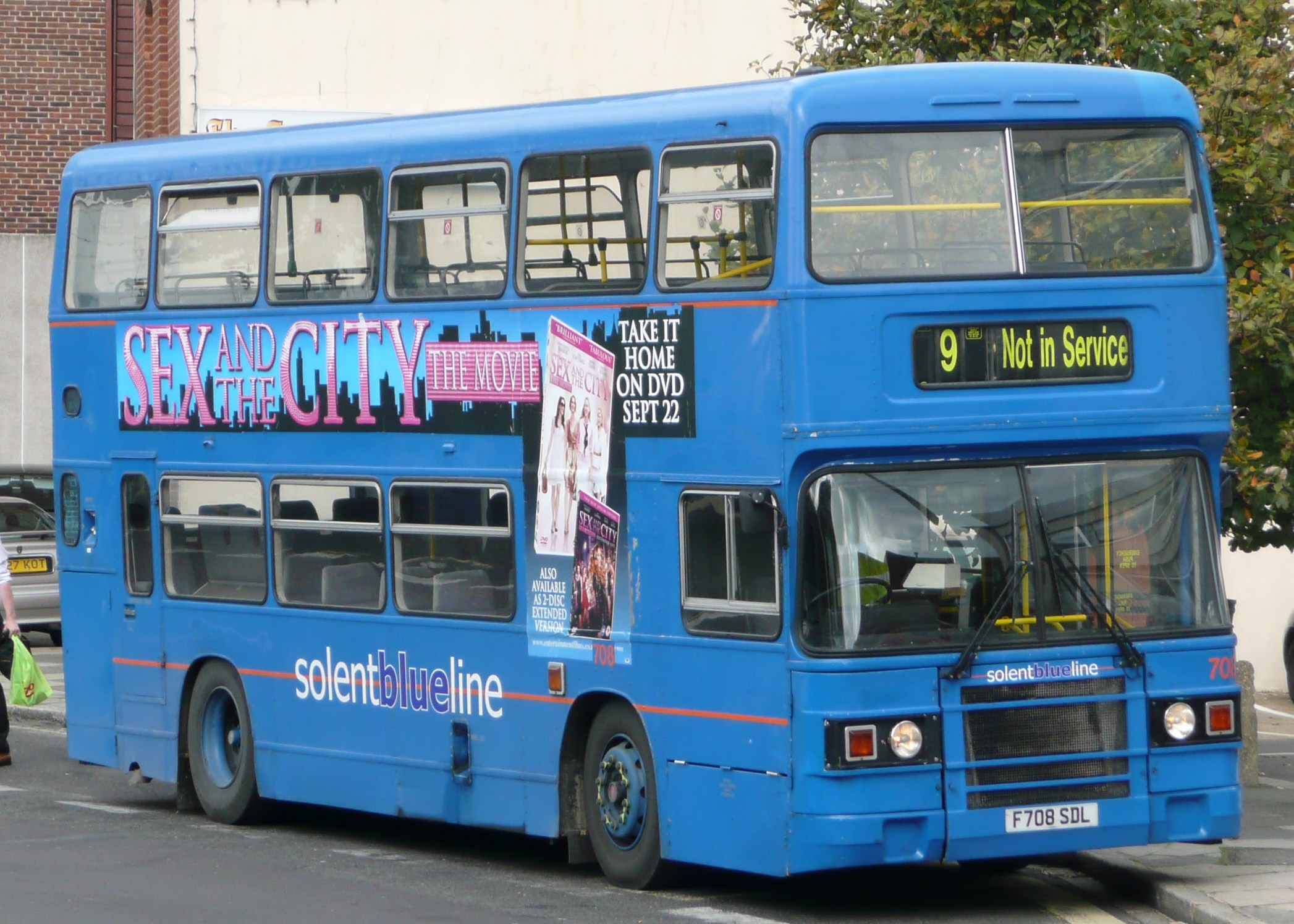
Ein Leyland Olympian mit von Leyland hergestellter Karosserie der Solent Blue Line aus Southampton

Der Leyland Olympian war im Vereinigten Königreich in verschiedenen Marken, die Eastern Coachworks, Walter Alexander Coachbuilders, Northern Counties, East Lancs, Roe, Leyland Bus (individuell Körper) und Marshall Bus beliebt. Sie wurden vor und nach der Privatisierung bestellt. Operatoren, die den Bus nutzten, sind Boroline Maidstone (damals Kentish Bus), London Country Bus Services und Armchair Travel.
Die letzten verbliebenen Leyland Olympians wurden bis Dezember 2014 zurückgezogen, da sie nicht den Vorschriften für behinderte Menschen entsprachen.

### Irland
Dublin Bus kaufte ursprünglich 63 Einheiten im Jahr 1989, jedoch wurde dies bis 1992 auf 175 erhöht. Diese Busse wurden zwischen 2002 und 2006 schrittweise zurückgezogen, mit der Hauptausnahme der Leyland Olympians, die für die Stadtrundfahrten verwendet werden, die bis Februar 2012 zurückgezogen wurden. Einer der Leyland Olympian wurde nach San Francisco verkauft und fährt unter der Marke von San Francisco Deluxe.

### Hongkong

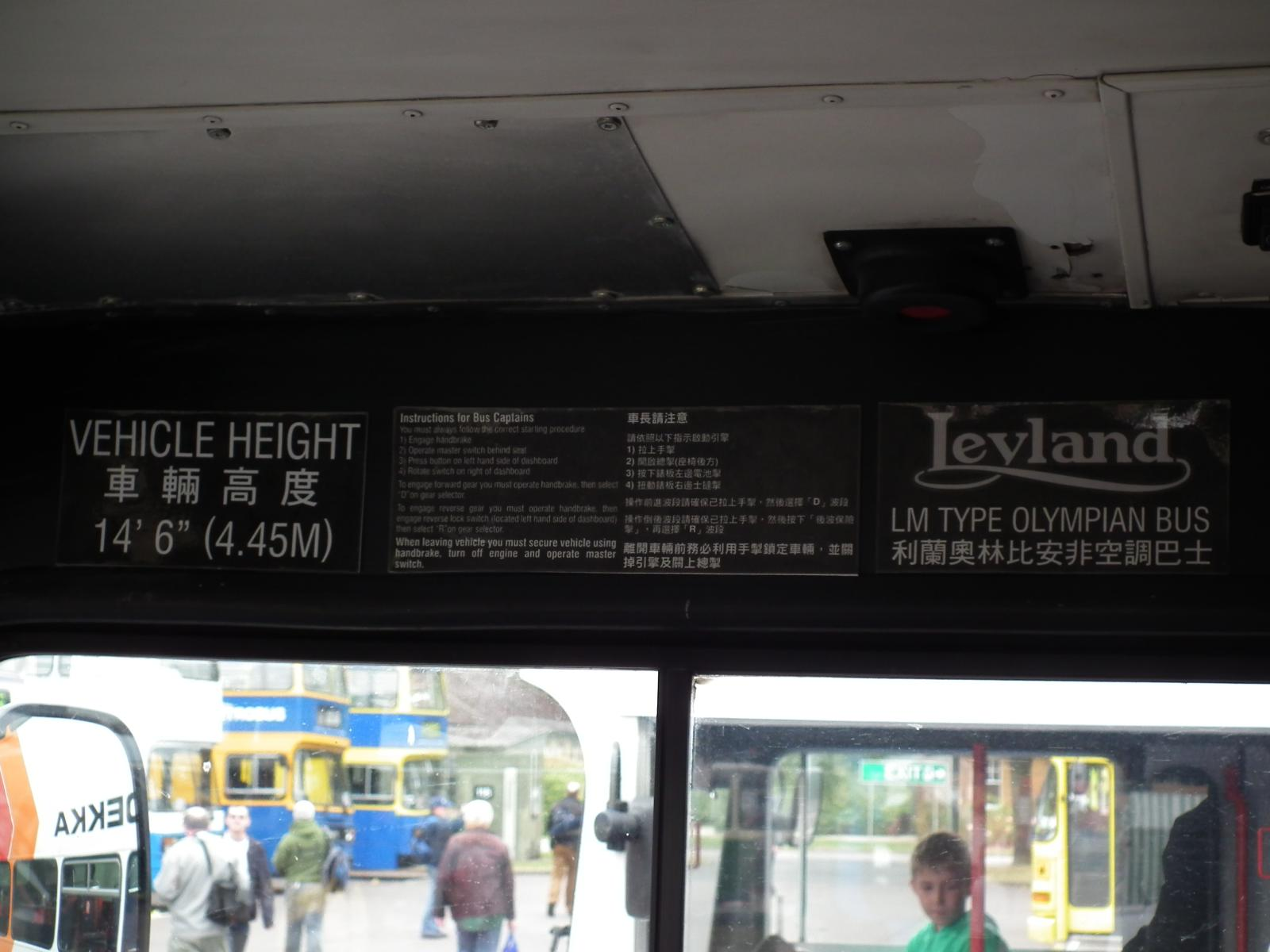
Inneres eines Leyland Olympian bei China Motor Bus in Hongkong

Zur gleichen Zeit hatten verschiedene Busunternehmen in Hongkong wie China Motor Bus, Citybus und Kowloon Motor Bus Leyland Olympians gekauft, deren Aufbau von Walter Alexander gefertigt wurde. Einige Busse wurden nach London zur Verwendung in Big Bus Company zurückgekauft. Der letzte Walter Alexander-Bus wurde im Dezember 2015 zurückgezogen. Zur gleichen Zeit wurden die Busse der Big Bus Company alle nach San Francisco, Las Vegas, Miami und Washington, D.C. verkauft.
China Motor Bus kaufte von 1981 bis 1993 37 Leyland-Olympioniken. Alle 35 dreiachsigen Olympians wechselten zum New World First Bus, wobei die gesamte Ladung von zehn nicht klimatisierten Bussen an FirstGroup verkauft wurde, die sie nach Großbritannien zurückbrachten in ihren East Counties, Glasgow, Manchester und PMT Tochtergesellschaften.
Nach dem Import einiger Second-Hand-Olympians aus dem Vereinigten Königreich kaufte Citybus 294 neue Olympians. Im Jahr 2003 wurden 54 Busse für den Betrieb mehrerer Busse unter der Marke Megabus repatriiert.

### Singapur
Singapore Bus Services (heute SBS Transit) hatte in den Jahren 1993–94 200 Leyland Olympians in den Jahren 1986–88 und 3-Achs 201 Leyland Olympians erworben. Die 2-achsigen Busse wurden 2003–05 zurückgezogen, und die 3-achsigen Busse wurden 2010–13 zurückgezogen.

### Griechenland
Auch in Griechenland war er so bei EAS in Athen eingesetzt. EAS erhielt 1983 auch Leyland Olympians, die alle 1994 zurückgezogen wurden.

## Produktionsende des Leyland Olympian 1993
Nachdem Volvo Leyland Bus übernommen hatte, wurde die Produktion des Olympian nur aufgrund der großen Anzahl der ausstehenden Aufträge fortgesetzt. Nachdem der Auftragseingang nachließ, wurde 1991 die Fertigstellung der letzten Aufträge von Lothian Buses, China Motor Bus, Citybus Hong Kong und SBS Transit/Singapur Buses beschlossen, mit anschließender Einstellung der Fertigung des Leyland Olympian und Schließung der Produktionsstätte in Workington 1993. Der ab 1992 erhältliche Nachfolger Volvo Olympian war ein überarbeiteter Leyland Olympian und wurde in Irvine in Schottland produziert. Der letzte Leyland Olympian wird von Dave Rogers (SBS9168S, später wiederregistriert und exportiert als L888SBS) aufbewahrt.